# Dis-moi oui (Marina)
Pour les articles homonymes, voir Dis-moi oui.
Singles de Keen'v
Petite Émilie
(2013) J'me bats pour toi
(2014)
Dis-moi oui (Marina) est un extrait de l'album Saltimbanque du chanteur Keen'v sorti le 24 mai 2014.
Le clip de Dis-moi oui (Marina) qui a été tourné à Malaga, dans le sud de l'Espagne.

## Classement par pays
| Classement (2015)                       | Meilleure position |
| --------------------------------------- | ------------------ |
| France (SNEP)                           | 10                 |
| Belgique (Wallonie Ultratop 50 Singles) | 30                 |